# Boeing 929
 (décembre 2010).

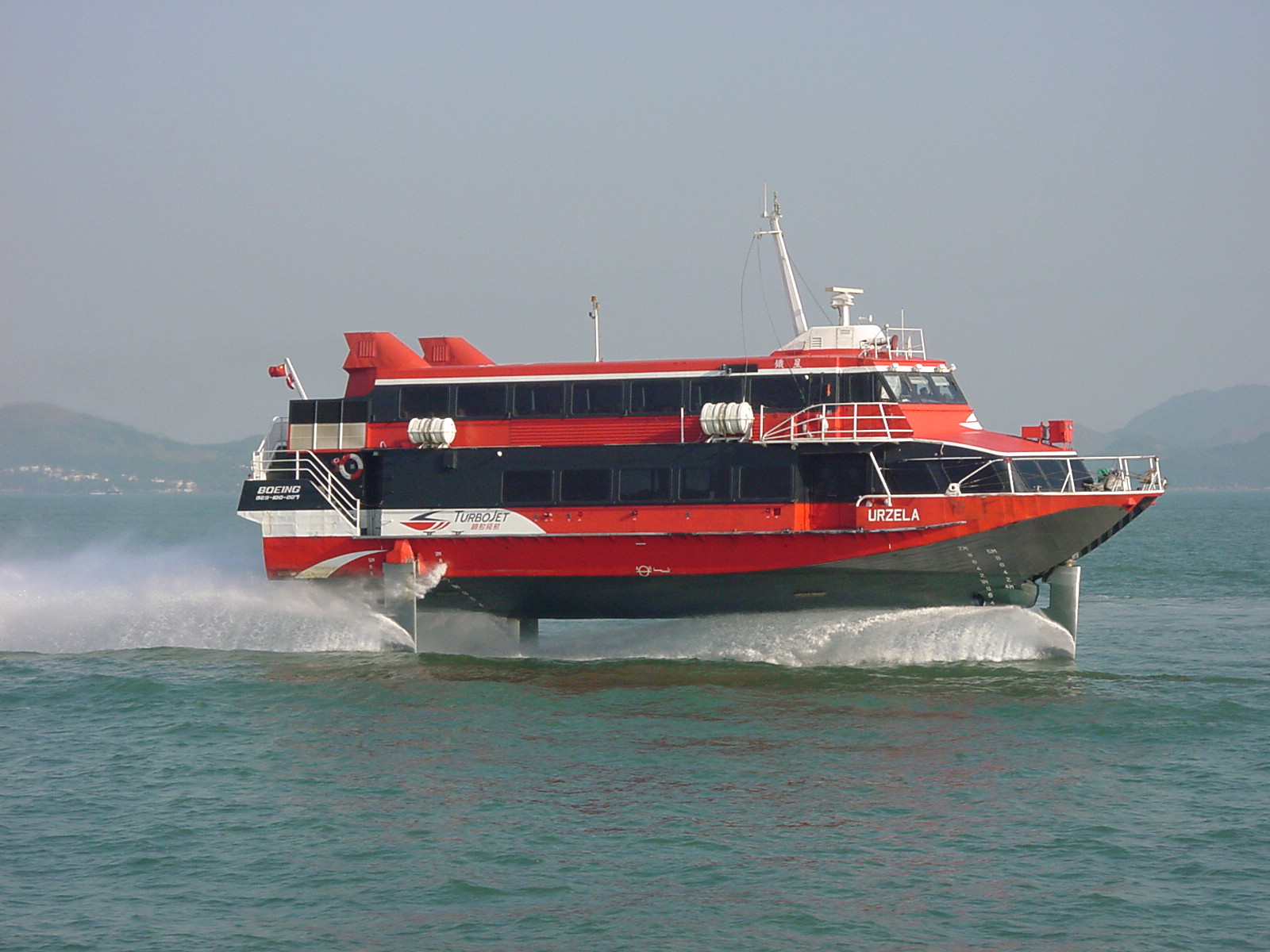
Jetfoil Urzela de TurboJET

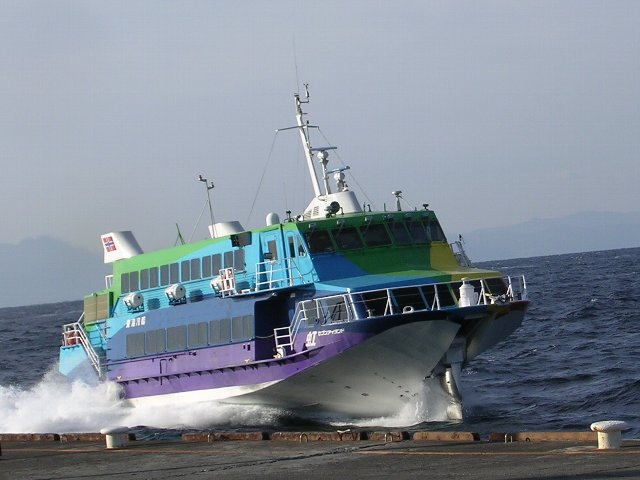
Jetfoil Niji de Tokai Kisen

Le Boeing 929 Jetfoil est un hydroptère transporteur de passager propulsé par hydrojets réalisé par Boeing.

## Historique
Boeing a commencé à adapter plusieurs systèmes utilisés par les avions à réaction sur les hydroptères. Robert Bateman en a conduit le développement. Boeing a lancé son premier hydroptère à passagers propulsé par hydrojets en avril 1974. Il pouvait transporter de 167 à 400 passagers. Il utilisait la même technologie auparavant utilisée par l’hydroptère de compagnie Tucumcari, ainsi que la même technologie utilisée dans les hydroptères militaires de patrouille de classe Pegasus. Aujourd’hui cette ligne de produit est vendue à la compagnie japonaise Kawasaki Heavy Industries.
Boeing a construit trois hydroptères « Jetfoils 929-100 » qui ont été acquis pour le service dans les îles Hawaï, géré par l’opérateur Seaflite Inc. basé à Honolulu. Seaflite a exploité trois jetfoils Boeing entre 1975 et la fin de la compagnie 1979. Lorsque le service finit les trois hydroptères ont été acquis par Far East Hydrofoil (maintenant TurboJet) pour servir entre Hong Kong et Macao. Environ deux douzaines d’hydroptères Boeing ont servi à Hong Kong-Macao, au Japon, en Corée du Sud, dans la Manche, aux Canaries, dans le détroit de Corée, en Arabie saoudite et en Indonésie.
En 1979, la Royal Navy a acheté un hydroptère Boeing, le HMS Speedy, pour donner à la Royal Navy une occasion d’obtenir une expérience pratique dans l’opération d’un hydroptère moderne, pour établir les caractéristiques et performances techniques, et pour évoluer la capacité d’un hydroptère dans l’escadron de protection des pêcheries.
En 1980, B&I shipping line a ouvert un service d’hydroptère entre Dublin et Liverpool : le Cù Na mara (le chien de mer). Son service n’a pas été un succès et a été interrompu à la fin de la saison 1981.
En Amérique du Nord, le Boeing Jetfoil a eu un service programmé et régulier entre Seattle, Washington et Victoria pendant l’été 1980. En leasing de Boeing, un hydroptère unique, le Flying Princess a été utilisé par la compagnie sans but lucratif Flying Princess Transportation Corp., avec la coopération étroite et assistance de B.C. Steamship Company,. Son service fut régulier entre Seattle, Victoria et Vancouver d’avril à septembre 1985, assuré par Island Jetfoil. Boeing réclama le bateau à Island Jetfoil et le vendit pour servir au Japon.
La Régie des transports maritimes belge en a utilisé deux, les Princes Clementine et Prinses Stephanie, de 1981 à 1997 pour relier Ostende et Douvres.